# Batesia hemichrysa
Batesia hemichrysa är en fjärilsart som beskrevs av Osbert Salvin och Frederick DuCane Godman 1868 BATESIA. Batesia hemichrysa ingår i släktet Batesia och familjen praktfjärilar. Inga underarter finns listade i Catalogue of Life.